# Rue Galande
Koordinaten: 48° 51′ N, 2° 21′ O

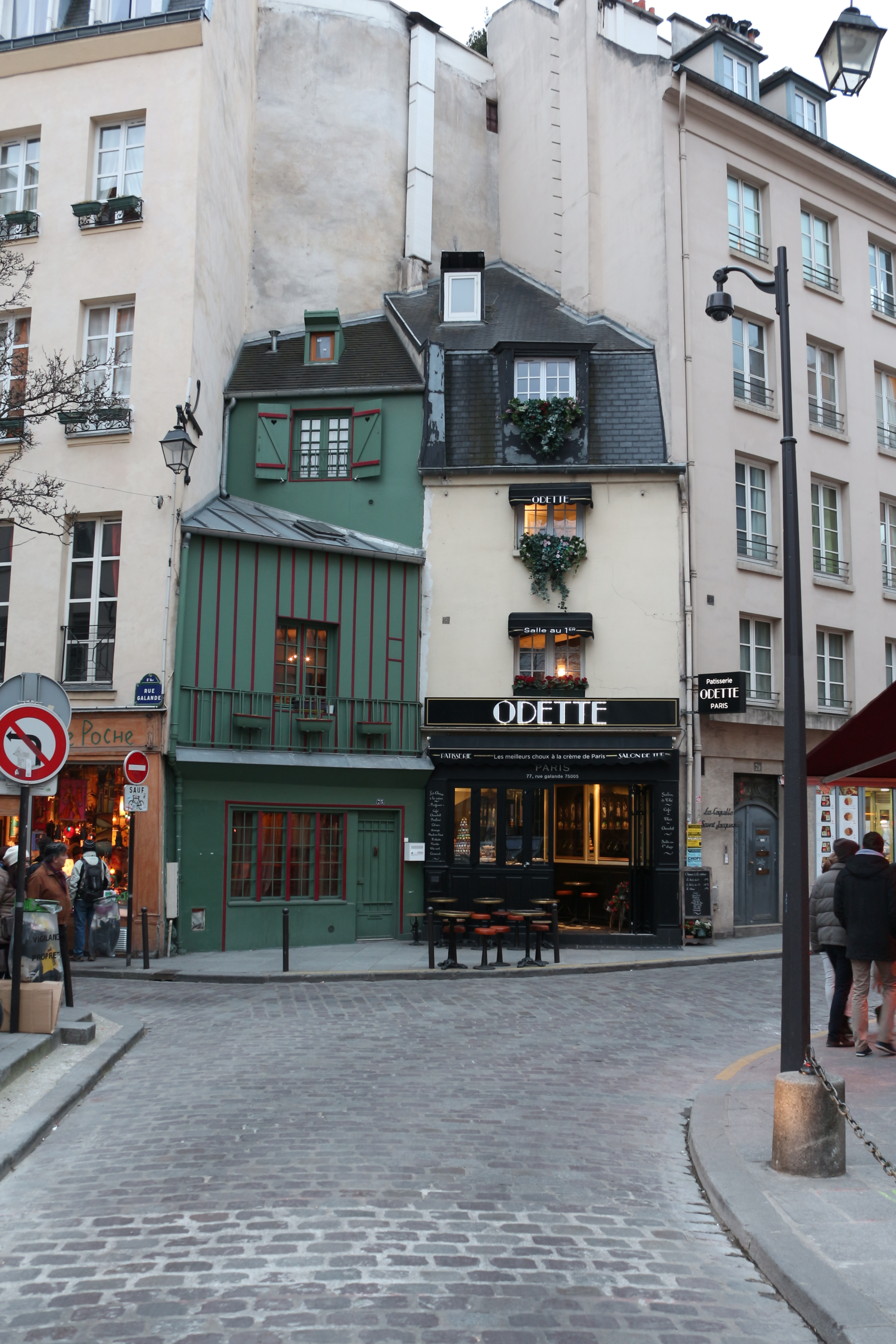
Gebäude in der Rue Galande (März 2015)

Die Rue Galande ist eine Straße im Quartier de la Sorbonne des 5. Arrondissements in Paris.

## Verlauf und Zugang
Sie beginnt an der Rue des Anglais Nr. 2 und Rue Lagrange Nr. 10, sie endet nach 165 Metern an der Rue Saint-Jacques Nr. 1 und der Rue du Petit Pont Nr. 17.
An ihrem westlichen Ende geht sie in die Rue Saint-Sévérin über. Die Rue Lagrange an ihrem östlichen Ende gibt es erst seit 1887, bis dahin gehörte der Teil der Rue Lagrange zwischen der Rue Galande und der Place Maubert ebenfalls zur Rue Galande.
Diese Straße mutet heute mittelalterlich an: mit ihrer gebogenen Trassenführung, den engen Bürgersteigen, der Pflasterung und einer mittelalterlichen Bebauung. Sie ist ein touristischer Ort im Quartier Saint-Michel mit vielen Restaurants.
Man erreicht die Straße mit der Métrolinie 10, Station Maubert – Mutualité.

## Namensursprung
Der Namen geht auf das Gehöft derer von Garlande (französisch clos de Garlande) zurück, die hier einen Weinberg besaßen und Favoriten von Ludwig VI. waren.

## Geschichte
Der Name Rue Galande ist seit 1262 nachgewiesen, jedoch ist die Straße vermutlich Teil der alten gallorömischen Straße von Lutetia nach Südosten, am linken Ufer die Seine hinauf, zur Abtei Sainte-Geneviève und nach Burgund – gesichert ist dies erst ab der Place Maubert. Sie zweigte von der Rue Saint Jacques ab, dem südlichen Teil des römischen Cardo, und ging an der Place Maubert
- zum einen in die Rue Sainte-Geneviève über, die die Stadt an der Porte Bordelle verließ, dann zur Rue Mouffetard wurde, die bereits damals (wie heute als Route nationale 7) den Beginn der Straße nach Lyon bildet;
- zum anderen in die Rue Saint-Victor, die etwas weiter östlich zur Porte Saint-Victor und zum Kloster Saint-Victor, nach Ivry-sur-Seine und Vitry-sur-Seine führte.

Der Name schrieb sich auch Rue Garlande, zeitweise hieß die Straße auch Rue du Clos Mauvoisin. Die Mündung der Rue Galande in die Place Maubert wurde 1887 durch den Bau der Rue Lagrange aufgehoben.
Die Rue Galande wurde nach dem Sturz Stephans von Garlande (1127) parzelliert. Danach entwickelte sie sich zur Geschäftsstraße: 1292 werden hier 50 Betriebe aus 16 Gewerken gezählt.

## Sehenswürdigkeiten
In dieser Straße befinden sich einige der letzten mittelalterlichen Gebäude von Paris.

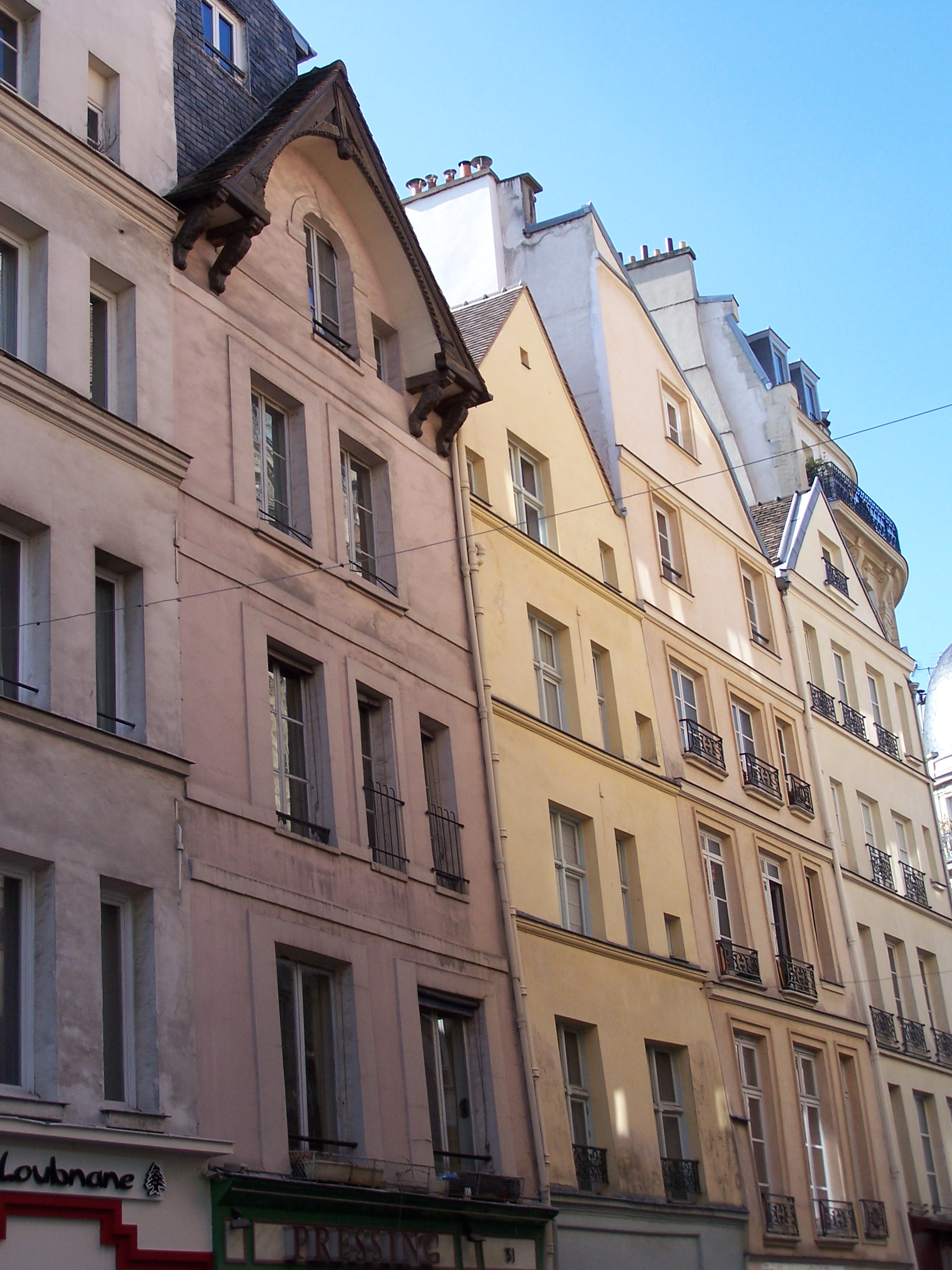
Mittelalterliche Häuser in der Straße
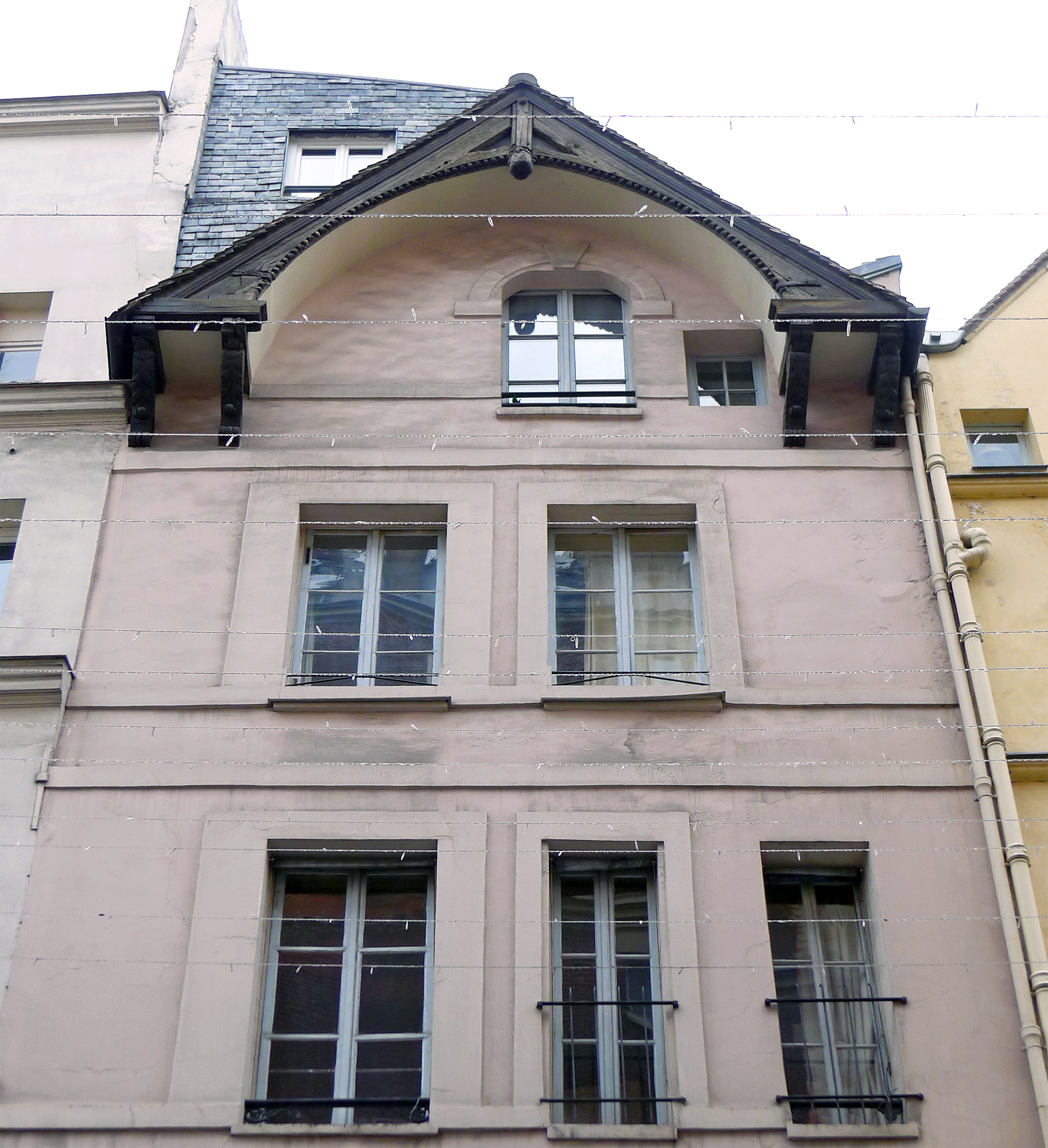
Ausschnitt von Haus Nr. 31 (Monument historique); der Giebel aus Holz stammt von um 1480[2].

- Haus Nr. 42: Studio Galande, ein Programmkino, das Filme wie z. B. The Rocky Horror Picture Show (erst Aufführung 1975) zeigt. An der linken Fassade zeigt eine in die Wand eingebettete Steinplatte eine Episode aus dem Leben des Julianus Hospitator; dieses Basrelief, das bereits 1380[2] erwähnt wurde, ist zum Monument historique erklärt worden.[3]

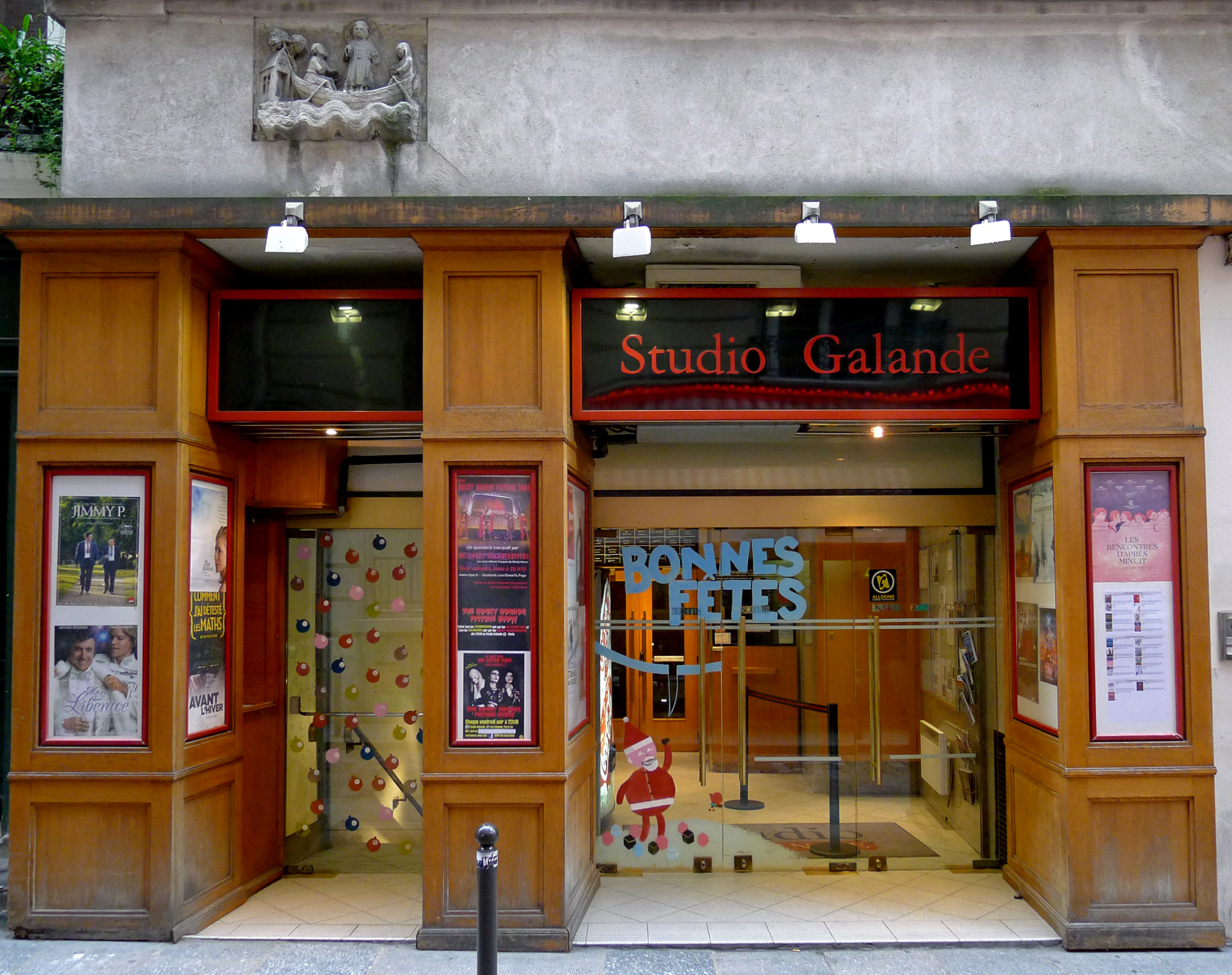
Studio Galande Haus Nr. 42 mit dem Relief am Eingang
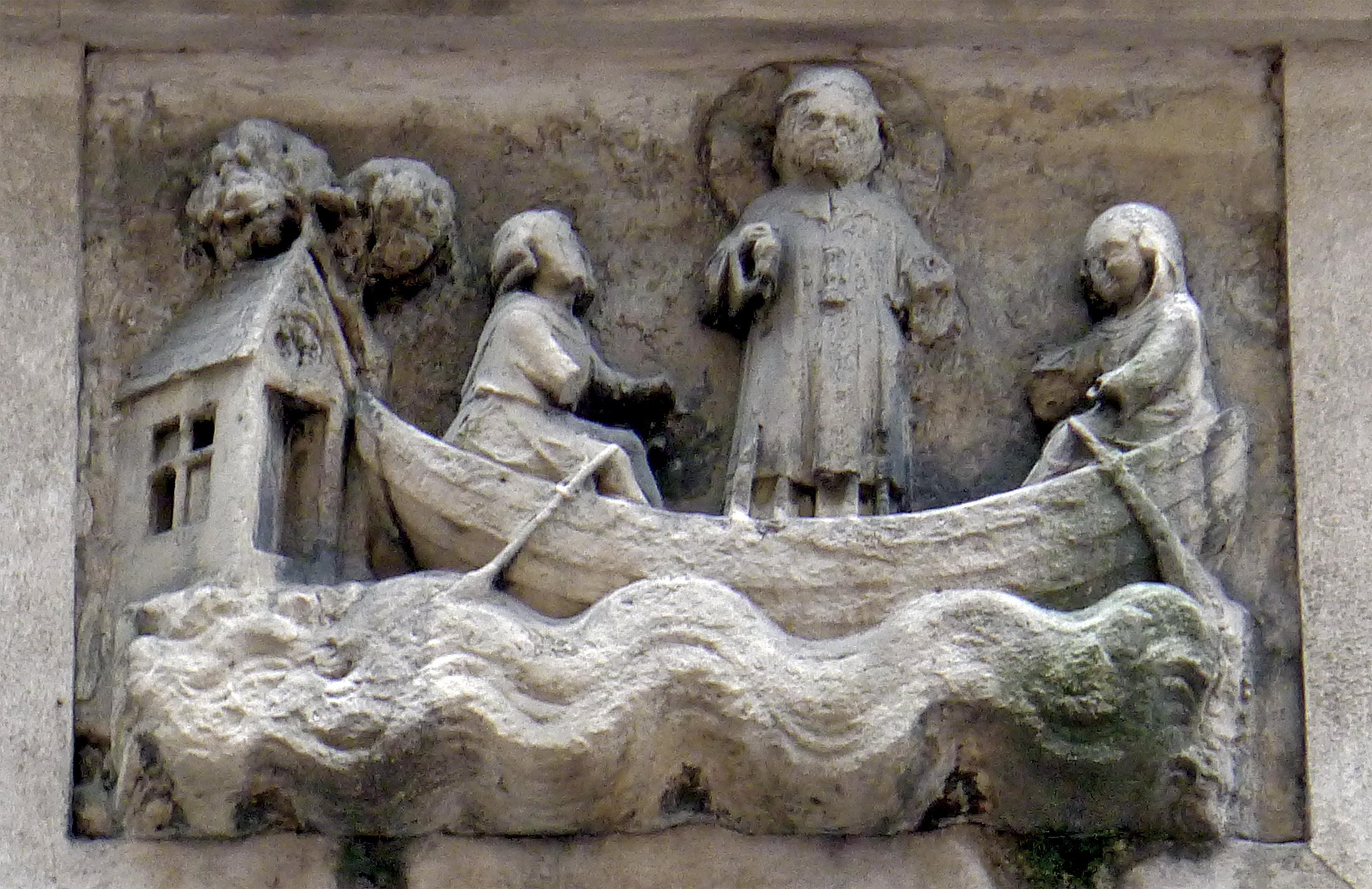
Das Relief stellt eine Episode aus dem Leben des Julianus Hospitator dar.

- Haus Nr. 56: Tanz- und Jazzclub Aux Trois Mailletz; an der Seite befindet sich eine Orientierungstafel, die die Geschichte der Straße erklärt.

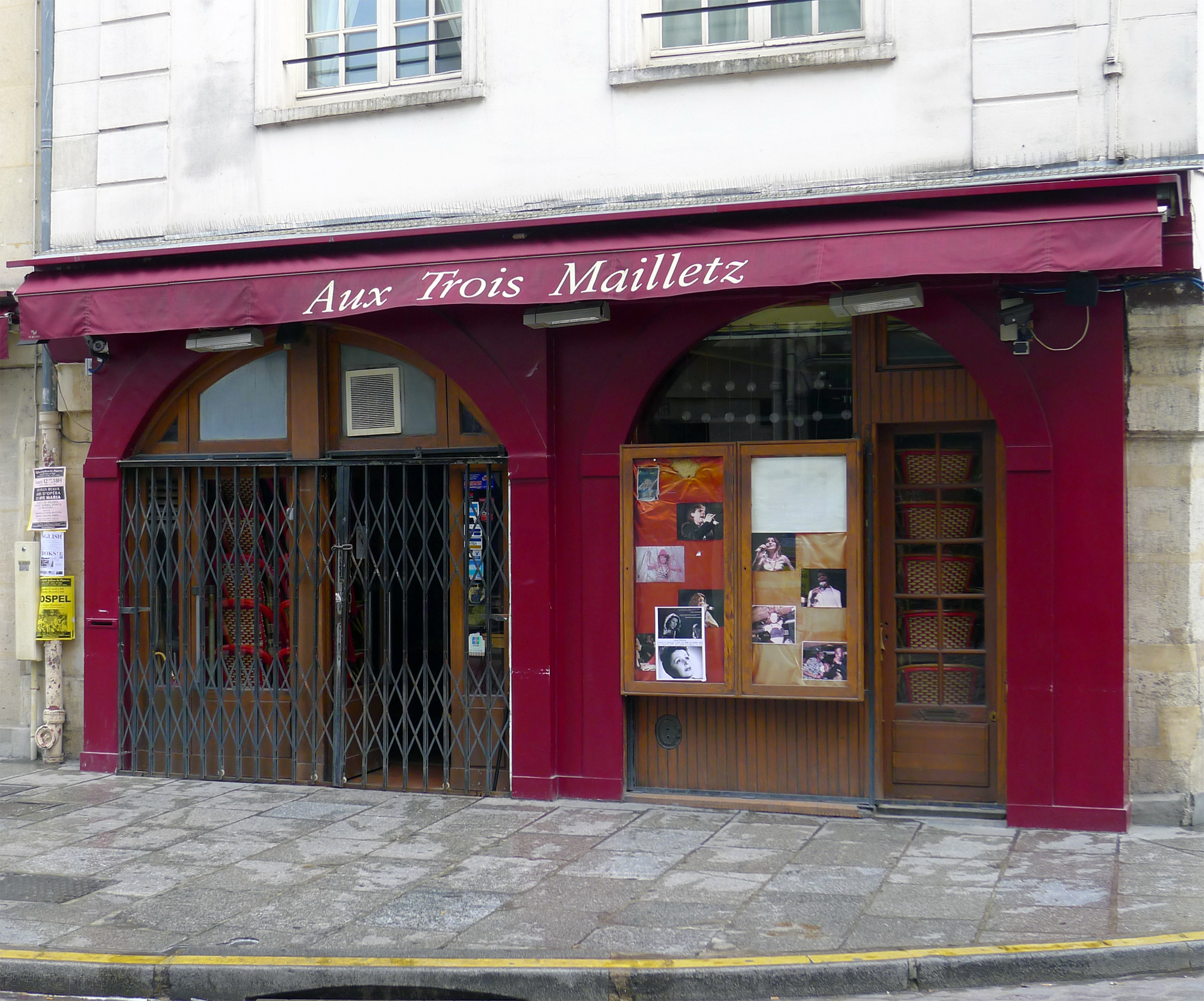
Haus Nr. 56, Club Aux Trois Mailletz
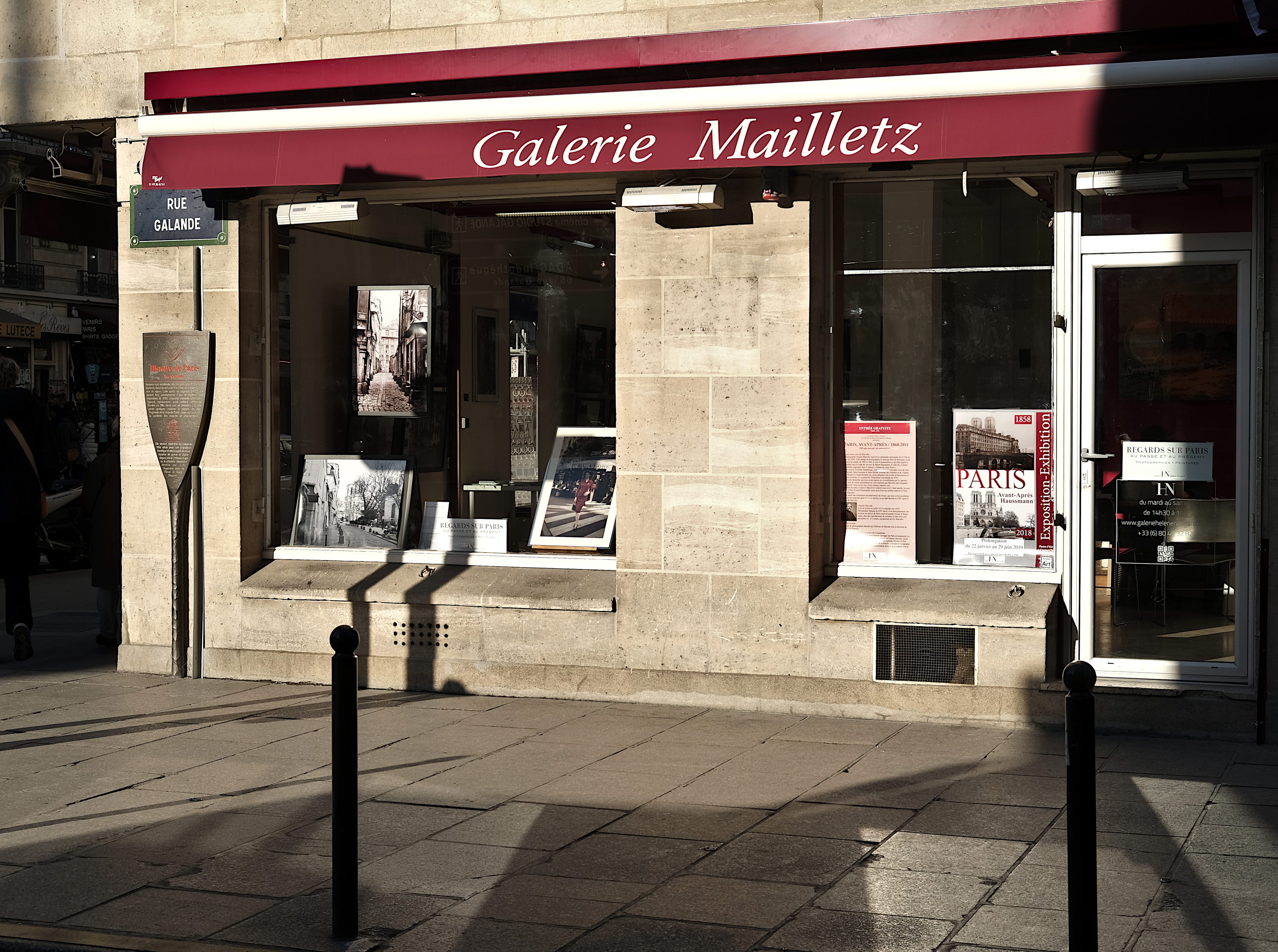
Galerie Mailletz mit Orientierungstafel
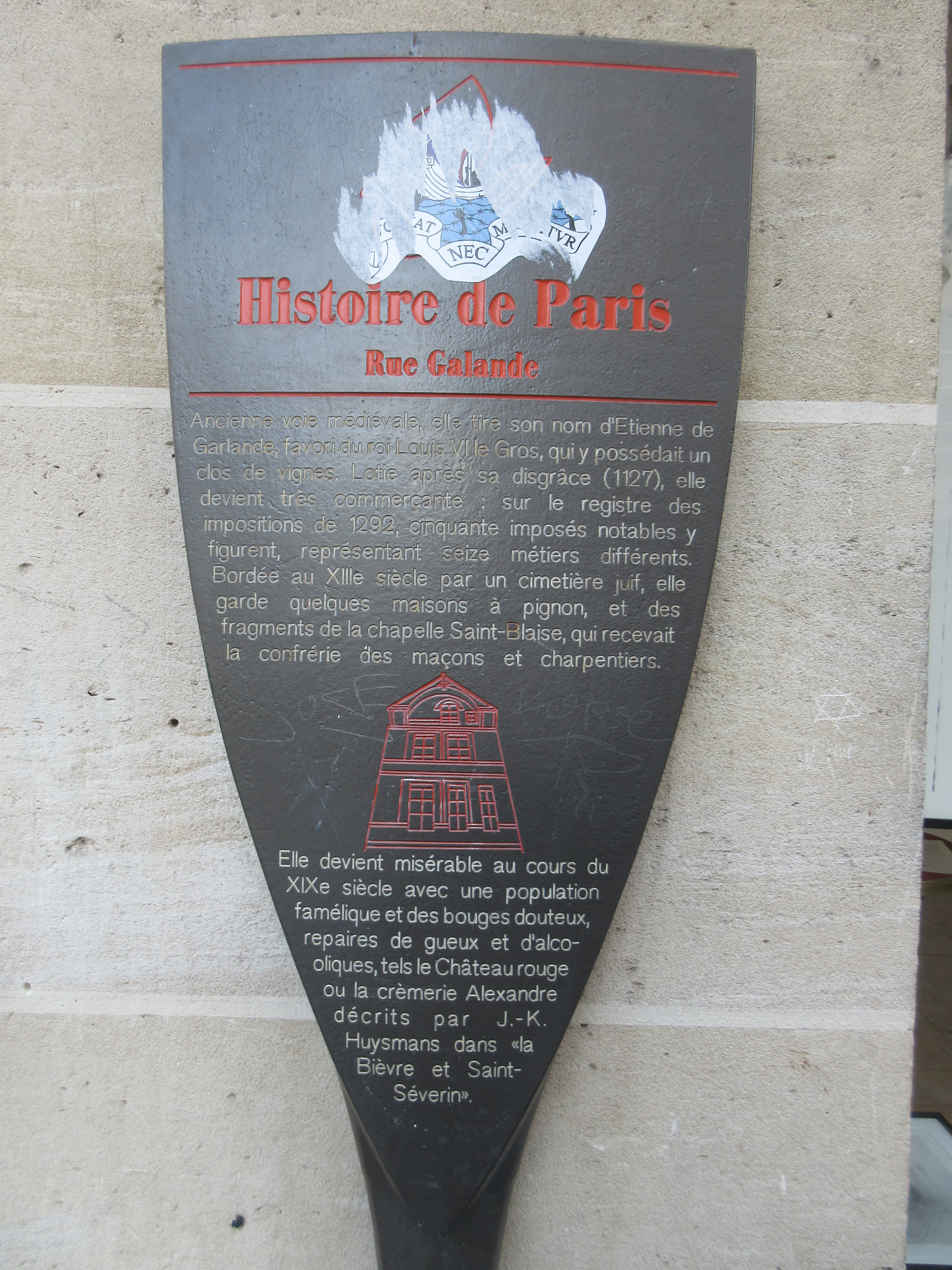
Orientierungstafel

- Haus Nr. 79: Der syrische Geistliche Joseph Nasrallah lebte von 1964 bis 1993 hier. Eine Plakette erinnert daran.

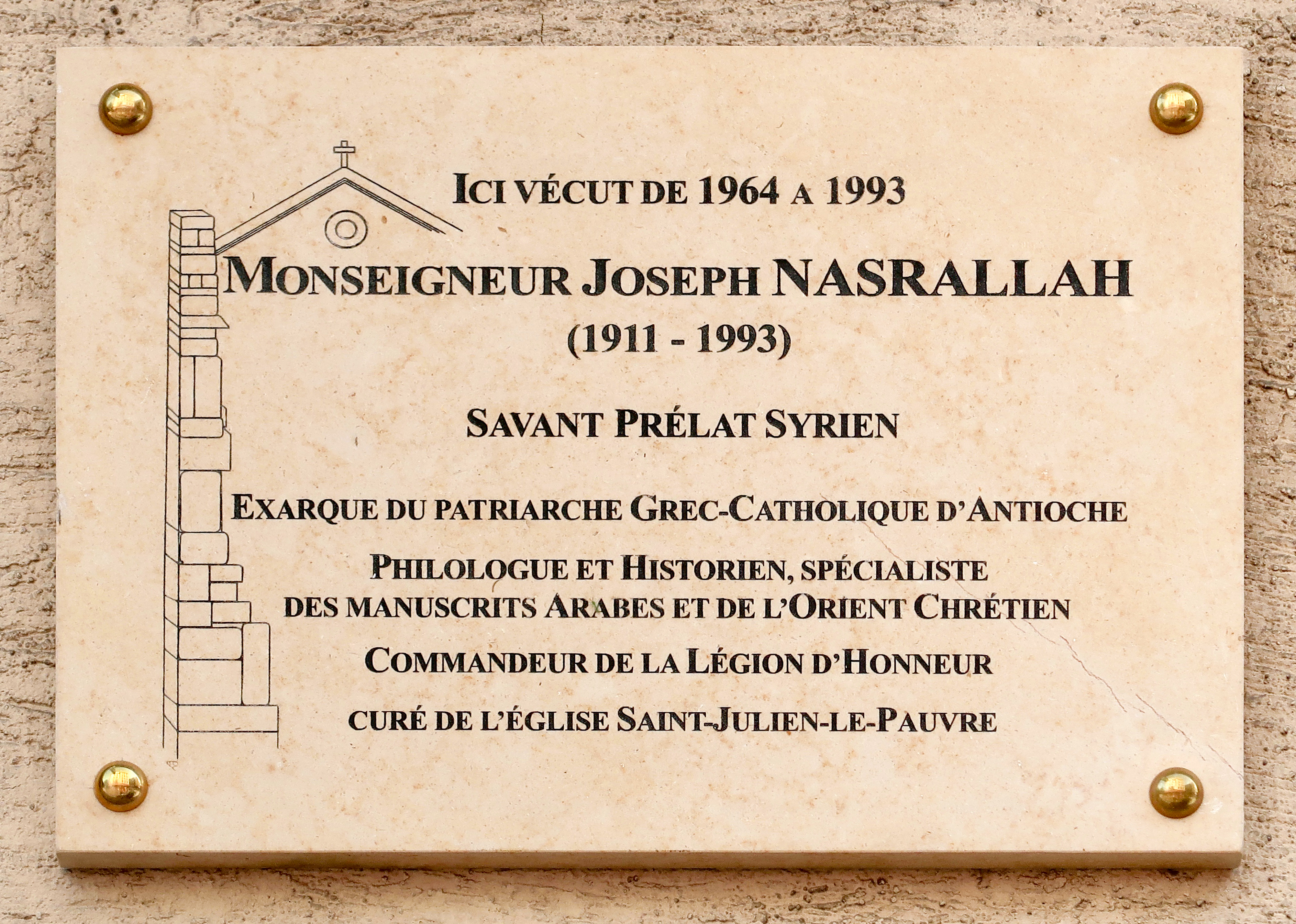
Tafel am Haus Nr. 79

- Weitere Personen, die in der Straße gelebt haben:
  - Balthazar Martinot der Ältere (1636–1714), ein Mitglied der berühmten Uhrmacherdynastie Famille Martinot, ließ sich 1683 in der Rue Galande nieder[4]
  - Jean-Georges Wille (1715–1808), deutscher Graveur lebte von 1737 bis 1742 in einem kleinen Zimmer in der Rue Galande, Tür an Tür mit seinem Landsmann und Freund Georg Friedrich Schmidt (1712–1775), auch er ein Graveur[5]